# Bloodstained: Ritual of the Night
 (juin 2019).
Si vous disposez d'ouvrages ou d'articles de référence ou si vous connaissez des sites web de qualité traitant du thème abordé ici, merci de compléter l'article en donnant les références utiles à sa vérifiabilité et en les liant à la section « Notes et références ».
Bloodstained: Ritual of the Night est un jeu vidéo de type metroidvania développé par Artplay (le studio de Koji Igarashi), DICO et WayForward Technologies et édité par 505 Games. Le jeu est sorti le 18 juin 2019 sur Windows, Xbox One et PlayStation 4 et le 25 juin sur Nintendo Switch.
Le jeu se revendique être le successeur spirituel des Castlevania, puisque Bloodstained est produit par l'ancien producteur de Konami, Koji Igarashi qui a travaillé sur la série mythique de 1997 (Symphony of the Night) jusqu'en 2008 (Order of Ecclesia) pour les épisodes importants de la série. IGA est également à l'œuvre sur les spin-off tels le jeu de combat Castlevania Judgment (Nintendo Wii) en 2009, ainsi que le jeu en ligne Castlevania: Harmony of Despair (Xbox 360, PlayStation 3).
Le jeu Bloodstained: Curse of the Moon est sorti pour accompagner sa sortie.

## Trame
Nous sommes en Angleterre, durant la révolution industrielle. Le joueur incarne Miriam, une orpheline élevée par la guilde des alchimistes. Ces derniers lui ont infligé une malédiction et transformé en cristalliseuse. En effet, les alchimistes ont transplanté un cristal, connecté à un pouvoir démoniaque, dans le corps de Miriam, ce qui pourrait être dangereux pour elle puisqu'elle pourrait perdre son humanité. Alors qu'elle allait être sacrifiée comme ce fut le cas de tous les cristalliseurs, elle tomba dans un coma qui dura dix ans. Miriam est réveillée, sauvée par Johannes, un alchimiste opposé à ces pratiques. Il lui apprend qu'un château peuplé de démons est apparu et que son ami Gebel, un autre cristalliseur qui a survécu, est devenu le maître de ce château. Afin d'y retrouver son humanité, Miriam se rend donc à l'intérieur de ce château pour affronter Gebel.

## Système de jeu
Celui qui a déjà joué à un Castlevania (série de jeux vidéo) ne sera pas dépaysé, puisqu'on retrouve beaucoup de références entre Symphony of the Night, pour les inspirations du château, Aria/Dawn of Sorrow pour récupérer des pouvoirs sur un monstre, ainsi que du Order of Ecclesia. Le jeu s'organise en plusieurs niveaux principalement en 2D reliés entre eux dont certains ne sont accessibles qu’après l’élimination d'un boss, obtention d'un objet, pouvoir entre autres.

## Développement
Après avoir quitté Konami en mars 2014, Koji Igarashi commença à travailler sur le projet qui allait devenir Bloodstained: Ritual of the Night. Pour promouvoir le jeu, il lance une campagne Kickstarter qui atteindra plus de 5,5 millions de dollars en 2015.

## Contenus téléchargeables
Aucune date n'est fixée concernant le contenu à venir mais Koji Igarashi a confirmé 13 extensions gratuites dont un mode multi en ligne et en local, un donjon rogue-like, un mode chaos, un mode classique, un boss revenge mode, ainsi que deux nouveaux personnages jouables.